# Catedrala „Sfântul Dimitrie” din Sremska Mitrovica
Catedrala „Sfântul Dimitrie” din Sremska Mitrovica (în sârbă Римокатоличка црква Светог Димитрија у Сремској Митровици, cu alfabetul latin: Rimokatolička crkva Svetog Dimitrija u Sremskoj Mitrovici) este o catedrală romano-catolică situată în orașul Sremska Mitrovica (districtul Srem, provincia autonomă Voivodina) din vestul Serbiei. Ea aparține canonic Diecezei de Sirmia (Srem) a Bisericii Romano-Catolice și se află pe lista monumentelor culturale de importanță mare ale Republicii Serbia (ID nr. SK 1327).

## Viața religioasă în regiunea Sirmia
Dieceza de Sirmia (în latină Dioecesis Sirmiensis) a fost înființată în secolul al II-lea ca o mitropolie a regiunilor Panonia și Iliria și a avut în jurisdicție diecezele de Cibalia (Vinkovci), Mursa (Osijek), Siscia (Sisak), Poetovia (Ptuj), Emona (Ljubljana) și Singidunum (Belgrad). Sirmia a fost un centru creștin timpuriu, atestat de prezența aici a mai multor episcopi și martiri creștini. Numeroși creștini au fost uciși la Sirmia în timpul persecuției din vremea lui Dioclețian (303-304), iar mitropolitul Irineu a fost ucis pe unul din podurile de pe râul Sava, la fel ca și diaconul său, Sf. Dimitrie. Creștinismul s-a dezvoltat rapid după Edictul de la Milan (313), în ciuda controverselor între papa de la Roma și arhiepiscopul de la Constantinopol cu privire la dreptul de jurisdicție; mișcarea ariană a afectat, de asemenea, orașul Sirmia în secolul al IV-lea, iar aici au fost organizate mai multe sinoade în anii 351, 357 și 358. Printre episcopii din această vreme s-au numărat Domnius, Euterius și Anemius.
Marile migrații au afectat semnificativ teritoriul Sirmiei: hunii au pătruns în Iliria în anul 441 și apoi au cucerit Slavonia și Sirmia, provocând fuga mitropolitului la Salonic și rămânerea vacantă a scaunului arhiepiscopal până în anul 535, goții au ocupat ulterior acest teritoriu și apoi au ajuns aici slavii. Papa Adrian al II-lea (867-872) l-a numit pe Metodiu ca arhiepiscop al Sirmiei, iar, după moartea lui Metodiu în anul 885, arhidieceza a fost desființată și teritoriul ei a fost inclus sub jurisdicția Arhidiecezei de Kalocsa. Regiunea Sirmia a fost ocupată apoi de bulgari (de prin 900), de bizantini (1167-1180) și mai târziu, din 1180, de regii maghiari, care au anexat-o Ungariei. Orașul a fost numit după Sf. Dimitrie și a purtat pe rând numele Civitas Sancti Demetrii, Dimitrovica, Dmitrovica și apoi Mitrovica.
Viața creștină în oraș a prins viață după reînființarea la 1 februarie 1229 de către papa Grigore al IX-lea a Diecezei de Sirmia, la cererea arhiepiscopului Ugrin de Kalocsa (1218-1241). Începând din secolul al XV-lea regiunea Sirmia a trecut printr-o invazie otomană care s-a încheiat la mijlocul secolului al XVI-lea și a schimbat caracterul politic, social, cultural și religios al zonei. Episcopii Diecezei de Sirmia nu au locuit o lungă perioadă în acea regiune, iar viața religioasă creștină a suferit o criză. Eliberarea regiunii de otomani la începutul secolului al XVIII-lea a permis o restabilire a catolicismului și o dezvoltare a Bisericii Romano-Catolice.
Dieceza de Sirmia a fost unită la 9 iulie 1773 cu Dieceza de Bosnia în cadrul Diecezei de Bosnia și Sirmia, cu sediul la Đakovo. Noua dieceză a devenit sufragană a Arhidiecezei de Kalocsa.

## Istoria bisericii
Parohia catolică din Sremska Mitrovica a fost menționată pentru prima oară în anul 1665, când orașul se afla sub ocupație turcească. Biserica veche a fost reconstruită în 1743, după eliberarea Sirmiei de turci.
Actuala biserică romano-catolică din Sremska Mitrovica a fost construită în 1810 în stil neoclasic și a fost consacrată la 30 iunie 1811 (ziua sărbătoririi Sf. Dimitrie, patronul orașului) de episcopul Anton Mandić de Bosnia (Djakovo) și Sirmia. Icoanele din altar au fost pictate în 1812 de Arsenije Teodorović, dar la începutul secolului al XX-lea ele au fost înlocuite cu creații artistice ale unor pictori originari din regiunea Tirol; picturile lui Teodorović au fost apoi transferate apoi în Muzeul Diecezan din Đakovo, care era atunci sediul diecezei căreia îi aparținea biserica din Sremska Mitrovica.
În 1827, la vest de biserică, a fost construit un prezbiteriu (casă parohială), care a fost clasificat ulterior și el ca monument cultural. Această clădire are două nivele: un parter și un etaj, separate printr-un cordon simplu cu muluri. Ferestrele sunt dispuse pe două rânduri și au deschiderile de dimensiuni egale.
Biserica romano-catolică „Sfântul Dimitrie” din Sremska Mitrovica, împreună cu casa parohială (prezbiteriul), a fost considerată monument cultural prin decizia nr. 109 din 7 aprilie 1966 a Institutului pentru Protecția Monumentelor Culturale din Sremska Mitrovica. În baza acestei decizii, a fost inclusă la 29 decembrie 1997 pe lista monumentelor culturale de importanță mare ale Republicii Serbia (ID nr. SK 1327).
Lăcașul de cult a fost ridicat în 1984 la rangul de concatedrală și la 28 mai 1991 la rangul de basilica minor. Clădirea prezbiteriului a fost reabilitată în anul 2004.
După reînființarea la 18 iunie 2008 a Diecezei de Sirmia prin separarea regiunii Sirmia de Dieceza de Djakovo o Bosna i Srijem (care a fost ridicată tot atunci la rangul de arhidieceză), biserica catolică „Sfântul Dimitrie” din Sremska Mitrovica a fost înălțată la rangul de catedrală a noii dieceze.
Parohia romano-catolică din Sremska Mitrovica are în grijă pe lângă catedrală și două capele: capela „Sf. Rochus” din Cimitirul Catolic (construită în 1880) și capela „Sf. Fecioară Maria a Durerilor” de pe dealul Kalvarija (construită în 1921). Până la sfârșitul celui de-al Doilea Război Mondial a mai existat o a treia capelă în incinta închisorii, dar aceasta a fost desacralizată, fiind totuși folosită ocazional ca sală de rugăciuni, în urma acordului dat de conducerea închisorii.

## Arhitectură
Edificiul este o construcție monumentală formată dintr-o singură navă prelungită în partea de sud cu o absidă semicirculară și precedată de un turn clopotniță înalt în stil rococo care se înalță deasupra fațadei nordice. O sacristie cu un etaj, situată de-a lungul zidului vestic, a fost adăugată mai târziu.
Fațadele laterale sunt împărțite în plan vertical de pilaștri puțin profunzi cu capiteluri dorice care formează câmpuri în care se află deschizăturile ferestrelor. Portalul principal este încadrat de pilaștri care susțin un fronton triunghiular. Pilaștrii de colț ai turnului clopotniță sunt decorați cu capiteluri ionice. O cornișă cu muluri înconjoară întregul zid al bisericii.

## Galerie

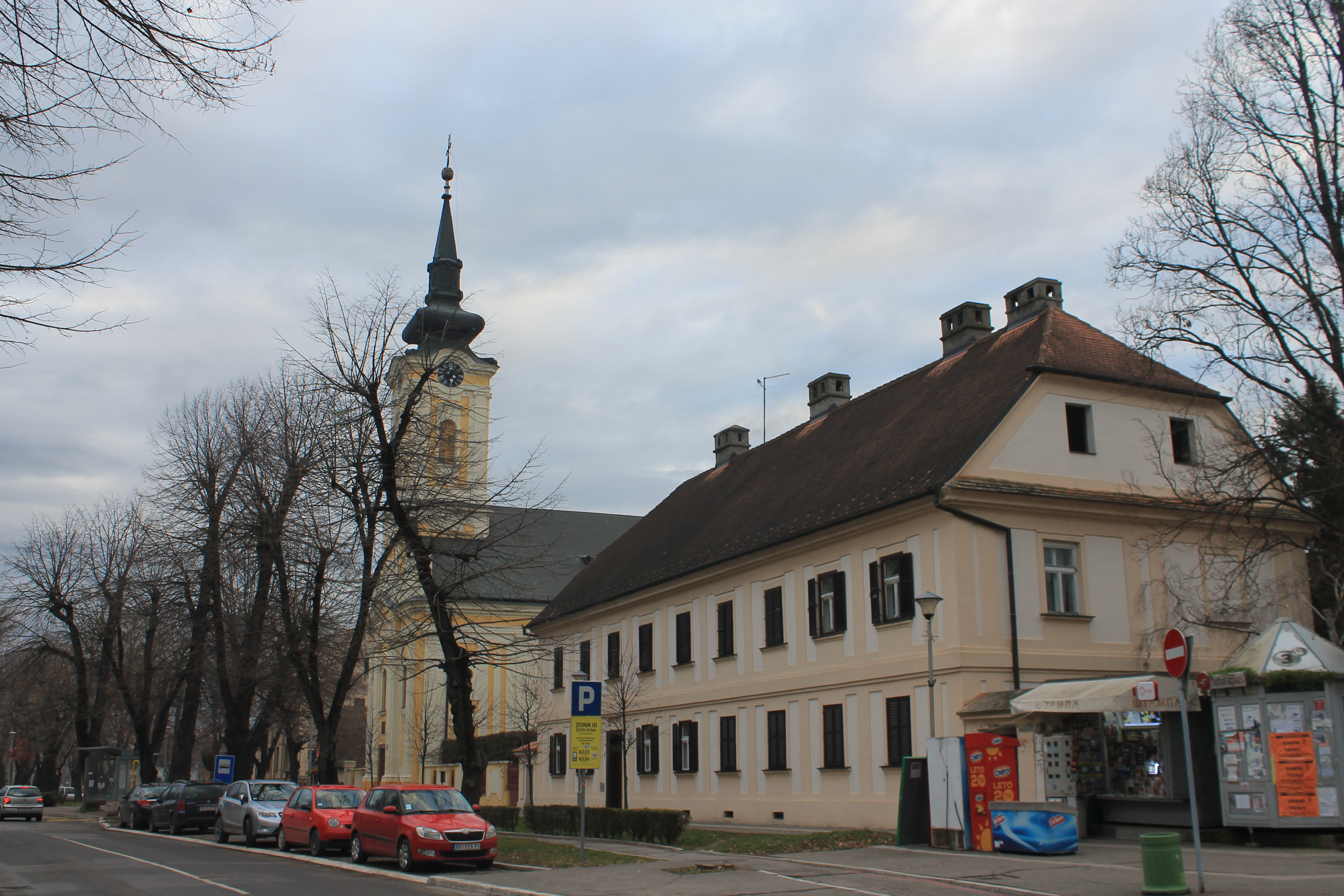
Catedrala „Sfântul Dimitrie” din Sremska Mitrovica
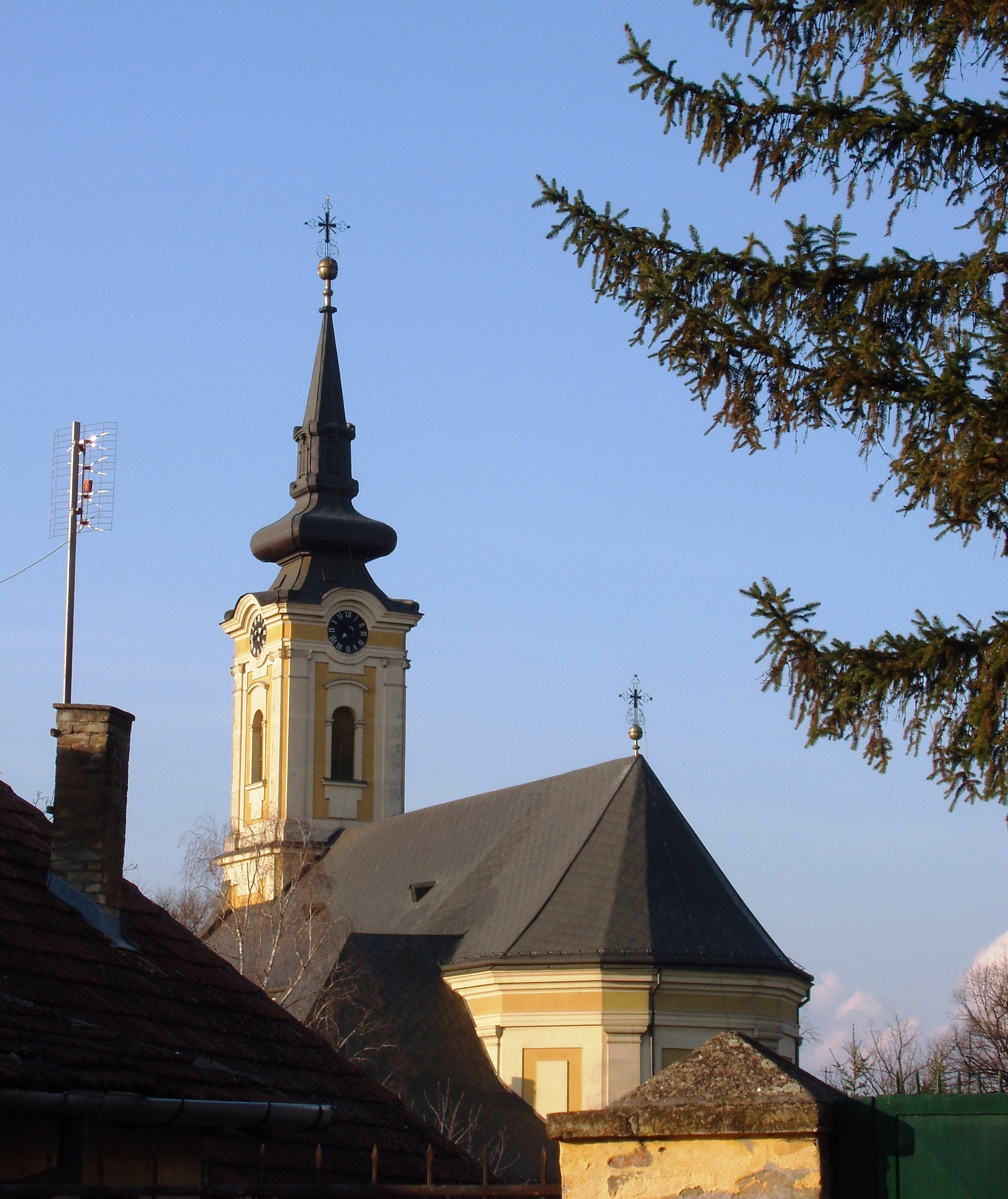
Imagine a catedralei
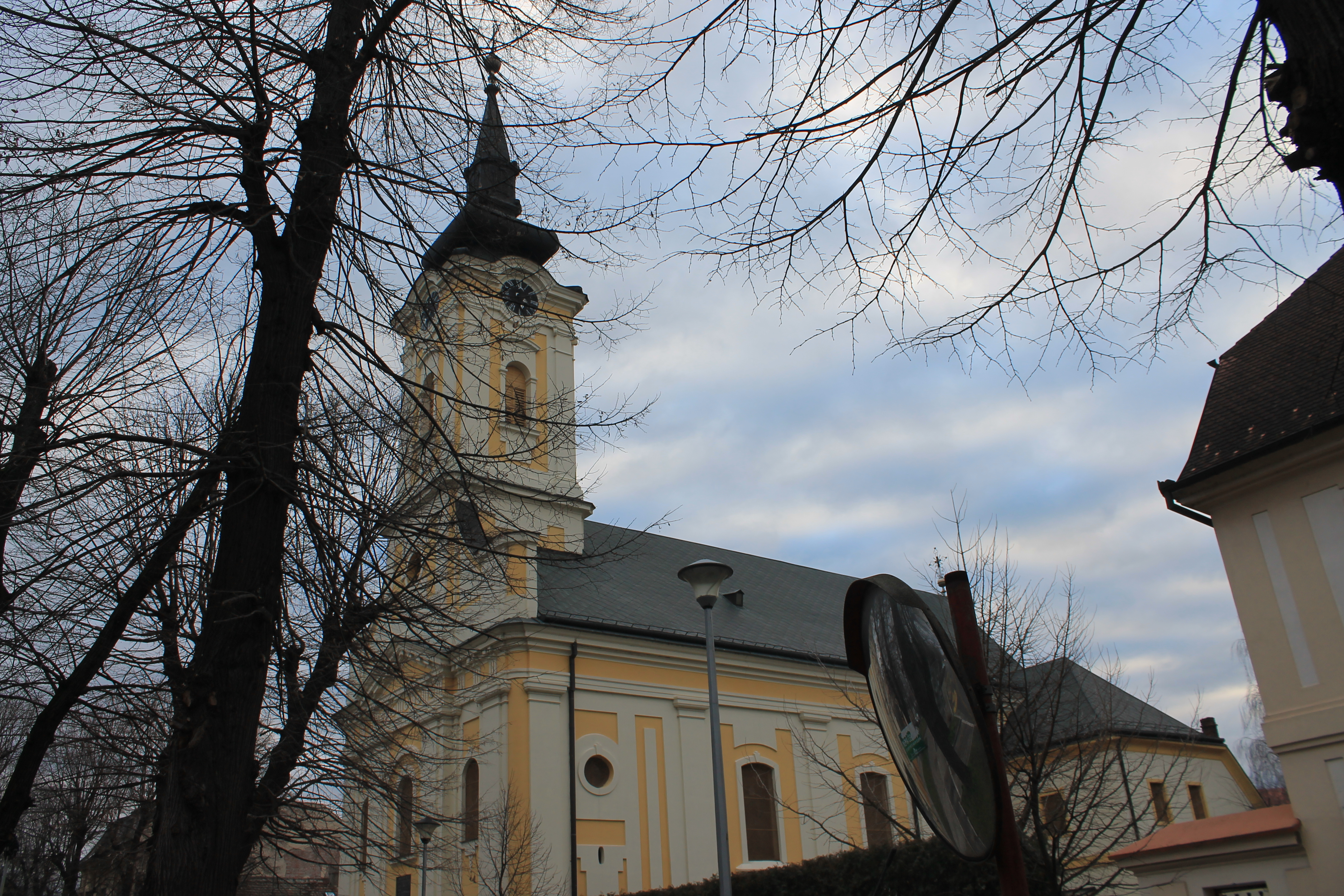
Imagine a catedralei dinspre nord-est
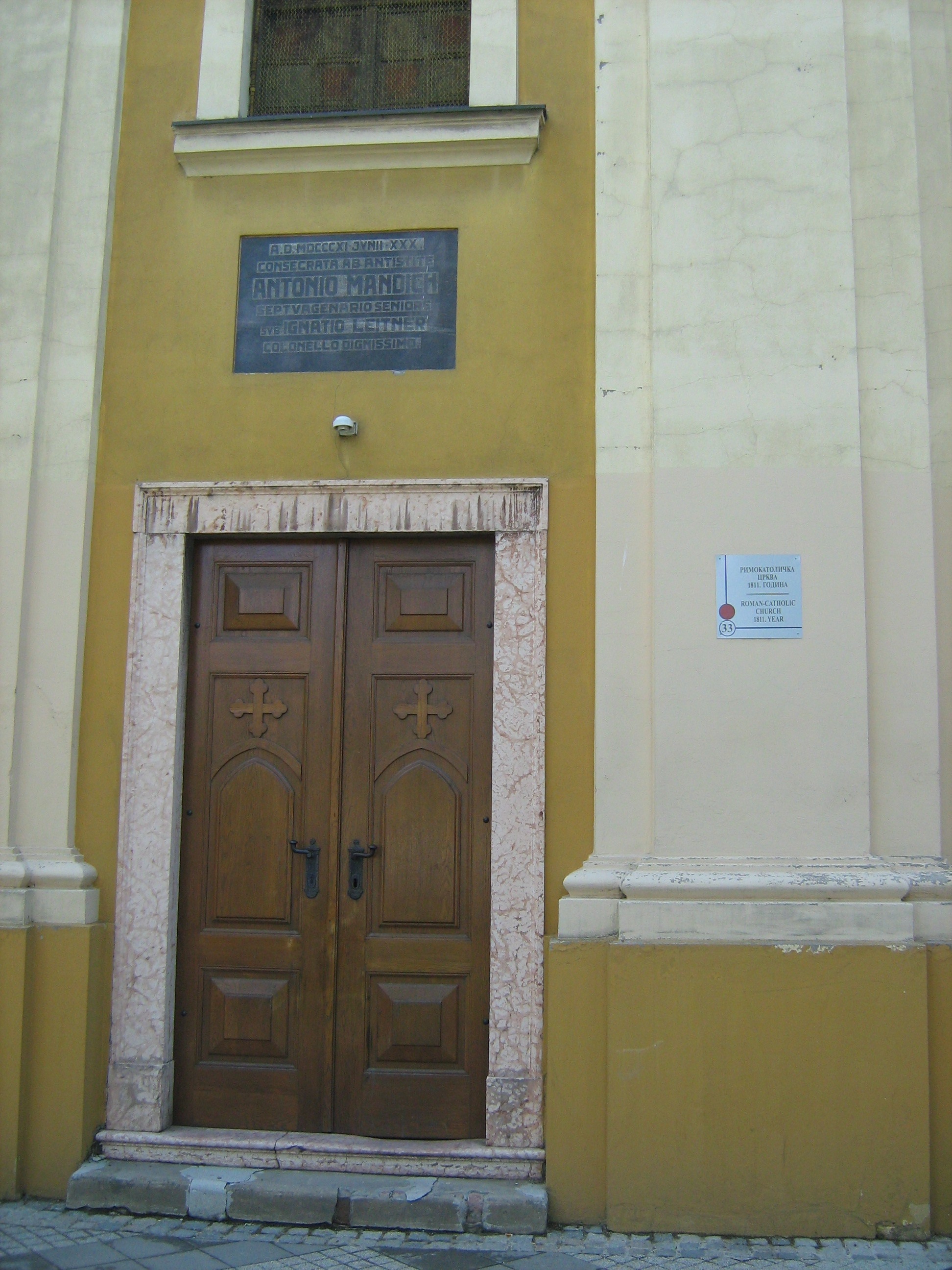
Portalul de intrare
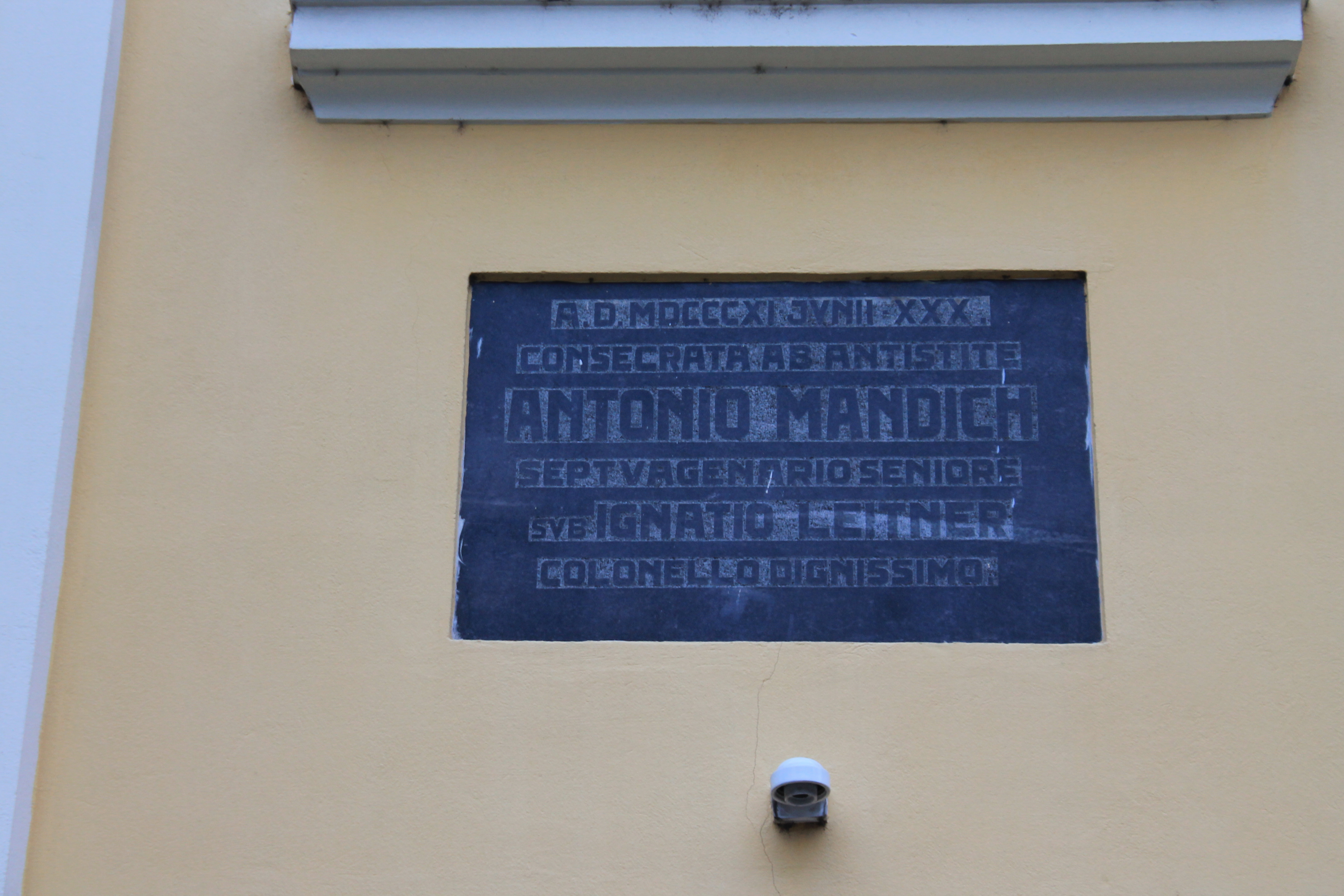
Pisania de pe clădirea bisericii
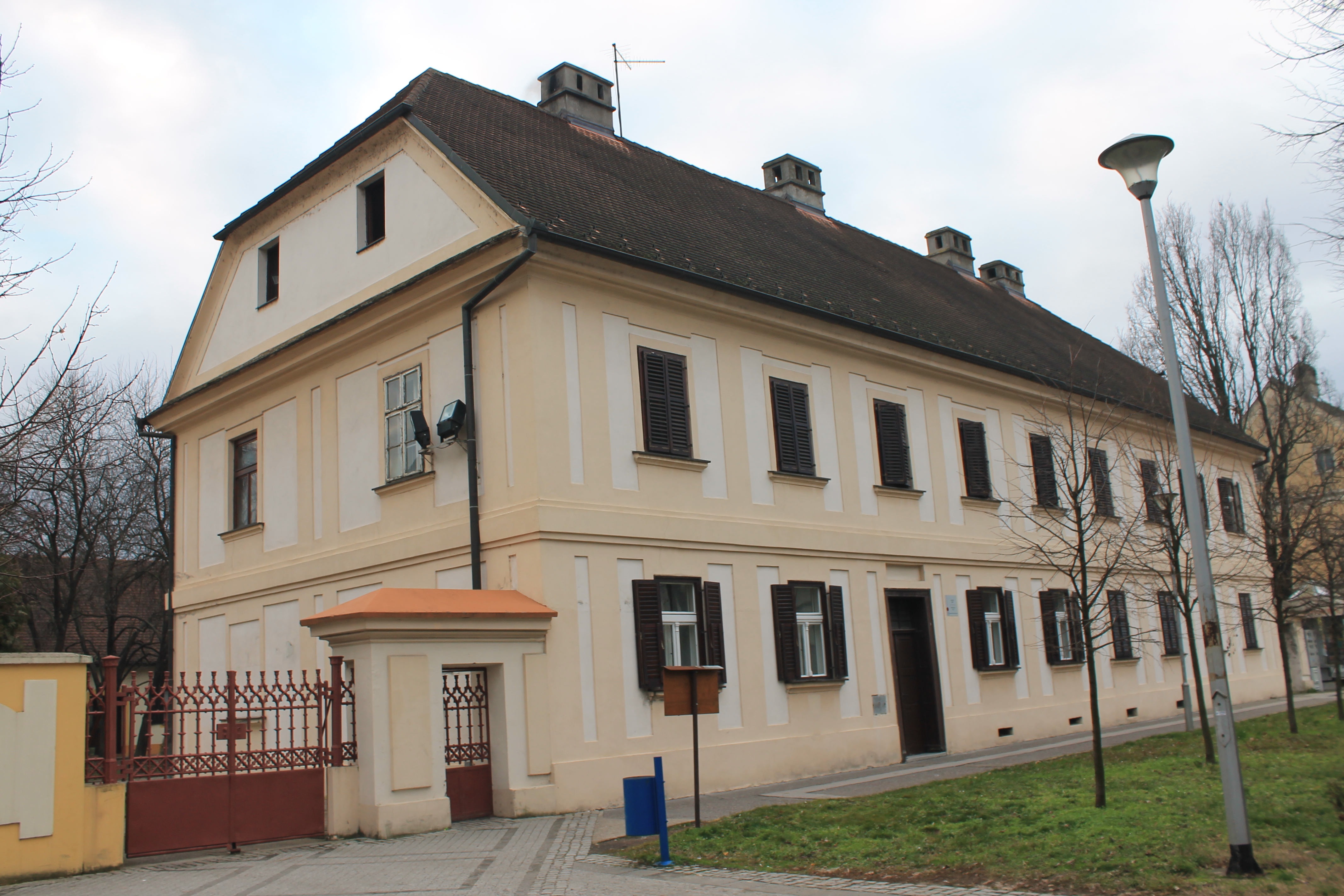
Casa parohială